# Menura novaehollandiae
El ave lira soberbia (Menura novaehollandiae), también conocida como ave lira real es una especie de ave paseriforme de la familia Menuridae endémica del sudeste de Australia que habita los bosques de Victoria y los de Queensland. Como las demás aves australianas (como el emú) el ave lira soberbia es un símbolo popular, e incluso se ve en la moneda australiana de diez céntimos. Se alimenta principalmente de animales pequeños, los cuales caza sobre el suelo del bosque. 

## Descripción
El ave lira soberbia es un ave grande, similar en tamaño a un faisán, de hasta un metro de longitud, con plumaje marrón en la parte superior y gris por debajo, alas redondeadas, y patas largas y fuertes de color gris oscuro. Es uno de los paseriformes más grandes (después del cuervo de pico grueso y el cuervo común), sus plumas de la cola miden unos 55 cm. El macho polígamo tiene una cola muy elegante. La cola consiste en dieciséis plumas rectrices, las dos más exteriores de las cuales tienen forma de una lira. Dentro de éstas hay dos plumas protectoras y doce plumas largas y delicadas que se parecen al encaje. La cola tarda siete años en desarrollarse por completo. Los machos pueden vivir hasta los 15 años y adquieren la típica cola de adulto en los primeros 5-7 años 

## Hábitat
Se encuentra desde el sur de Victoria al extremo sudeste de Queensland, desde el nivel del mar hasta encima de las nieves perpetuas, en pluvisilva subtropical y templada y en bosques abiertos secos del sur de Queensland. El ave lira soberbia fue introducida en las pluvisilvas templadas de Tasmania en el año 1934.

## Comportamiento
Las aves lira no están adaptadas a caminar y a volar correctamente, por eso normalmente planean. Estas aves duermen en las copas de los árboles. Son tímidas y difíciles de observar, al comienzo de su vida conviven en grupos no muy grandes, aunque de adultos forman grandes territorios de unas 3 hectáreas de media y que se sobreponen unas con las otras parcialmente. Estas aves defienden su territorio de intrusos -sobre todo en invierno- físicamente o mediante exhibiciones y cantos. Por eso están dispersos en su hábitat, pese a formar zonas de mayor densidad cuando aves vecinas poseen áreas de cortejo adyacentes en sus territorios.
Los machos son polígamos. No muestran comportamiento paternal y se juntan con las hembras sólo durante el cortejo y apareamiento. Aunque algunos territorios de nidificación de las hembras están totalmente en el territorio del macho, muchos coinciden con más de uno y algunas hembras visitan al menos dos machos inmediatamente antes del apareamiento. De vez en cuando se dan apareamientos entre las mismas parejas en estaciones sucesivas, pero existen pocos indicios de lazos firmes entre la pareja.
Los machos levantan promontorios de tierra de 1-1,5 m de anchura, de los cuales llegan a usar hasta 20 para cortejos y cópulas en una misma estación. El espaciamiento de los machos es la mejor manera de entrar en contacto y cortejar a otras aves ya que en el caso de las hembras están igualmente dispersas homogéneamente en sus territorios.

### Alimentación
El ave lira soberbia se alimenta de invertebrados terrestres que encuentra removiendo con sus patas y grandes uñas el suelo o bajo la corteza de algunos troncos en descomposición, utilizando sus uñas para romperlo. Las aves lira capturan unas 15 presas cada minuto cuando se trata de un ejercicio de búsqueda activa de alimento, pueden cavar hasta 12 cm de profundidad en el terreno y pueden correr unos cuantos pasos entre los orificios que han excavado. Sus presas no son selectivas; el principal alimento en la dieta de los polluelos, y quizá también en la de los adultos, son lombrices, hemípteros, escarabajos y sus larvas, arañas, anfípodos, milpiés, ciempiés, larvas voladoras, hormigas, chinches verdes y escorpiones.

### Reproducción
Las hembras llevan a cabo las tareas de nidificación sin ayuda. La hembra del ave lira soberbia pasa aproximadamente 160 horas en otoño y comienzos de invierno construyendo y recogiendo material para el nido. La hembra incuba su único huevo sólo el 45 % del tiempo de luz solar, abandonando el nido entre 3 y 6 horas cada mañana; durante esas horas la temperatura del embrión desciende a 10 °C o menos, con lo que el desarrollo se interrumpe. Esta es la causa por la que el período de incubación es muy largo para ser un paseriforme. Después de aparear, la hembra pone un solo huevo en el nido, que tiene forma de cúpula. 
Las hembras crían a una edad más temprana que los machos. El cuidado de los pollos solamente por un progenitor fue un paso crucial en el desarrollo de la promiscuidad entre las aves que se facilitó debido a que las puestas son pequeñas, con lo que se entiende que la producción de los huevos y la alimentación de los polluelos sea baja por la capacidad del embrión de aguantar el frío cuando la hembra se va para buscar alimento y porque el nido esté cubierto para evitar que entre agua y bajen las temperaturas.
El polluelo recibe calor hasta que tiene diez días de edad, que es cuando es capaz de mantener su temperatura corporal. Después la hembra lo alimenta cada 20-25 minutos durante el día y limpia el nido. Cuando inician el vuelo, aproximadamente entre octubre o noviembre, tienen el 63 % del peso corporal de su madre, que lo acompaña y lo alimenta parcialmente durante ocho meses. Casi la totalidad de los fracasos de los nidos son atribuibles a la depredación por mamíferos y aves del mismo.
Los machos incrementan su éxito reproductor copulando con varias hembras ya que éstas crían en distintos momentos durante siete semanas y los machos están libres de las tareas que conlleva la reproducción.

### Cortejo

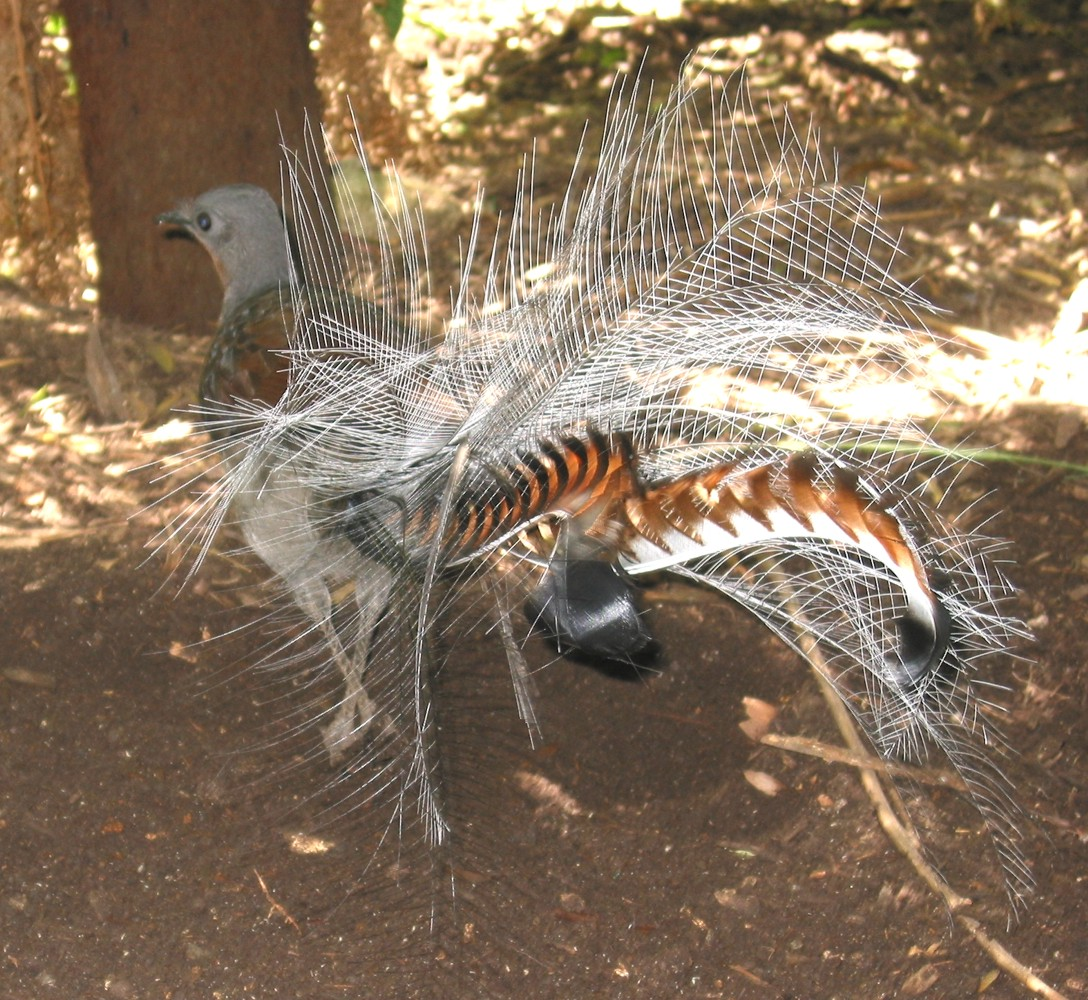
Ave-lira soberbia.

Durante su exhibición de cortejo, el macho presenta un sorprendente y bello espectáculo. El macho despliega la cola y vuelve las plumas hacia adelante sobre la cabeza para que formen una blanca marquesina atrayente. Sus rectrices se mantienen horizontales por encima de su espalda y caen hacia la parte delantera sobre la cabeza, formando un abanico de color blanco plateado. El ave lira soberbia emite un continuo canto sonoro y melódico y gira lentamente. Cuando una hembra visita el promontorio, el macho proyecta las rectrices hacia adelante sin desplegarlas, haciéndolas temblar mientras emite un curioso reclamo de cloqueo. Durante el punto álgido de la exhibición, el ave realiza varios semicírculos rápidos y cortos alrededor de la hembra asemejandose a un planeo; seguidamente salta hacia adelante y hacia atrás en repetidas ocasiones, emitiendo un reclamo rítmico que acaba en dos notas largas similares a las de unas campanadas.

### Canto
El canto contiene un componente típico de la especie que dura unos 6 segundos, se puede oír hasta 1 km de distancia cuando hay poco viento y muestra dialectos locales. Además, se suma un torrente de reclamos mimetizados de las especies cercanas en su entorno, con imitaciones sutiles como las del dúo perfectamente sincrónico del tordo oriental (Psophodes olivaceus), la cucaburra (Dacelo gigas) o múltiples aleteos y reclamos de bandos de psitácidos en vuelo. 
Los machos de esta especie son muy conocidos por su magnífica capacidad de imitar muy bien casi cualquier sonido. El documental La Vida de las Aves (The Life of Birds en inglés) incluye una escena famosa en la que este pájaro imita, entre otras cosas, el sonido de una cámara, el canto de una cucaburra, la alarma de un coche, y el ruido de una motosierra. Una población local puede llegar a imitar hasta 16 especies de aves, variando según el grupo en la manera de hacerlo y su importancia dentro del propio repertorio. Los machos jóvenes pueden aprender cantos de los machos viejos y no necesariamente de las especies mimetizadas. 
El canto parece ser importante a la hora de repeler machos rivales y de atraer a una posible pareja, aunque no se sabe realmente por qué el mimetismo es especialmente efectivo en este sentido.

## En la cultura
El ave lira real o ave lira soberbia ha sido inmortalizada en las monedas de Australia de 10 centavos de dólar desde el año 1966 hasta la actualidad, en piezas de cuproníquel, retratándose al reverso con las plumas de su cola desplegadas.